# 2 ذو الحجة
- السبت
- الأحد
- الاثنين
- الثلاثاء
- الأربعاء
- الخميس
- الجمعة

- 2624 مايو 2025
- 2725 مايو 2025
- 2826 مايو 2025
- 2927 مايو 2025
- 128 مايو 2025
- 229 مايو 2025
- 330 مايو 2025
- 431 مايو 2025
- 51 يونيو 2025
- 62 يونيو 2025
- 73 يونيو 2025
- 84 يونيو 2025
- 95 يونيو 2025
- 106 يونيو 2025
- 117 يونيو 2025
- 128 يونيو 2025
- 139 يونيو 2025
- 1410 يونيو 2025
- 1511 يونيو 2025
- 1612 يونيو 2025
- 1713 يونيو 2025
- 1814 يونيو 2025
- 1915 يونيو 2025
- 2016 يونيو 2025
- 2117 يونيو 2025
- 2218 يونيو 2025
- 2319 يونيو 2025
- 2420 يونيو 2025
- 2521 يونيو 2025
- 2622 يونيو 2025
- 2723 يونيو 2025
- 2824 يونيو 2025
- 2925 يونيو 2025
- 126 يونيو 2025
- 227 يونيو 2025

2 ذو الحجَّة أو 2 ذو الحجَّة الحرام أو يوم 2 \ 12 (اليوم الثاني من الشهر الثاني عشر) هو اليوم السابع والعشرون بعد الثلاثمائة (327) من أيَّام السنة (أو الثامن والعشرون بعد الثلاثمائة لو كان شهر رمضان مُتممًا لليوم الثلاثين أو التاسع والعشرون بعد الثلاثمائة لو أتم كلاً من صفر وربيع الآخر وجمادى الآخرة وشعبان ورمضان ثلاثين يوماً) وفق التقويم الهجري القمري (العربي). يبقى بعده 27 أو 28 يومًا لانتهاء السنة.

## أحداث
- 2 هـ - الإمام علي بن أبي طالب يتزوج بابنة الرسول محمد فاطمة الزهراء.
- 584هـ - الملكان الإنجليزي ريتشارد الأول والفرنسي فيليب الثاني يبدآن بحشد جيوشهما باتجاه الشرق في إطار الحملة الصليبية الثالثة.
- 1271 هـ - جيش الاتفاق العثماني الفرنسي البريطاني يلحق هزيمة كبيرة بالجيش الروسي في معركة «تيركاتر»، خسر فيها الروس 7 آلاف قتيل أثناء «حرب القرم» بين الدولة العثمانية والإمبراطورية الروسية.
- 1320 هـ - تولي الشيخ علي بن محمد بن أحمد الببلاوي مشيخة الجامع الأزهر.
- 1332 هـ - تعيين أنور باشا وزيرًا للحرب في الدولة العثمانية وذلك أثناء الحرب العالمية الأولى.
- 1370 هـ - إنجاز خط أنابيب التابلاين الذي يربط حقول الزيت في المنطقة الشرقية في السعودية حتى لبنان على ساحل البحر الأبيض المتوسط.
- 1379 هـ - الجيش التركي يطيح بالرئيس محمود جلال بايار وحكومته المدنية التي يرأسها عدنان مندريس، والجنرال جمال جورسيل يتولى السلطة.
- 1398 هـ - عقد قمة الجامعة العربية في بغداد وصدور قرار بتعليق عضوية مصر ونقل مقر الجامعة العربية من القاهرة إلى تونس وذلك عقب توقيع مصر لاتفاقية كامب ديفيد للسلام مع إسرائيل.
- 1404 هـ - معمر القذافي يضع حجر الأساس لتشييد النهر الصناعي العظيم في ليبيا.
- 1422 هـ - دولة البحرين تتخذ اسم مملكة البحرين، وتغير لقب الحاكم من أمير إلى ملك.
- 1428 هـ - تفجير سيارتين مفخختين في الجزائر، الأولى قرب المحكمة الدستورية العليا والثانية استهدفت مقر المفوضية العليا للاجئين التابعة للأمم المتحدة في الجزائر العاصمة، وأدى الانفجاران إلى مقتل ما لا يقل عن 62 شخص وجرح العشرات إضافة إلى أضرار مادية.
- 1430 هـ - الكشف عن خطة عمل عملية القفص الانقلابية في تركيا.
- 1432 هـ - حركة المقاومة الإسلامية حماس تتم صفقة تبادل أسرى تاريخية مع إسرائيل والتي أفرج بموجبها عن 1027 أسيرًا فلسطينيًا مقابل الإفراج عن الجندي الصهيوني الأسير جلعاد شاليط بعد خمس سنوات من الأسر.
- 1435 هـ - تغيير التوقيت في مصر للمرة الرابعة في خمسة شهور كحدث غير مسبوق.
- 1436 هـ -
  - إعلان نتائج تحقيق سقوط الرافعة في الحرم المكي الذي نفى الشبهة الجنائية وأكد أن سبب الحادث تعرض الرافعة لرياح قوية.
  - محكمة الجنايات الكويتية تقضي بإعدام سبعة أشخاص مدانين في قضية تفجير مسجد الإمام الصادق وتُبرِّئ أربعة عشر آخرين.
- 1445 هـ - جيش الاحتلال الإسرائيلي يرتكب مجزرة في مخيم النصيرات راح ضحيتها ما يزيد عن 270 مدنيًا فلسطينيًا وجُرح قُرابة 700 شخص، وقد حُرر أربعة أسرى، بينما قُتل ثلاثة أسرى آخرون بينهم أمريكي إضافة إلى ضابط إسرائيلي.

## مواليد
- 362 هـ - أبو الريحان البيروني، عالم رياضيات وفلكي وجغرافي مسلم.
- 439 هـ - عمر الخيام، عالم رياضيات وفيلسوف وشاعر فارسي، صاحب رباعيات الخيام وواضع التقويم الهجري الشمسي.
- 1353 هـ - محمد منذر لطفي، شاعر وطيار عسكري سوري.
- 1357 هـ - ماهر العطار، مطرب مصري.
- 1386 هـ - صابر الرباعي، مغني تونسي.
- 1409 هـ - أميرة هاني، ممثلة مصرية.

## وفيات
- 246 هـ - ذو النون المصري، متصوف ومحدث فقيه.
- 1404 هـ - محمد نجيب، أول رئيس لجمهورية مصر العربية.
- 1413 هـ - زينب صدقي، ممثلة مصرية.
- 1424 هـ - عبد الرحمن المنيف، روائي سعودي.
- 1425 هـ - ليلى فوزي، ممثلة مصرية.
- 1426 هـ - جمال عمار، مخرج مصري.
- 1430 هـ - عبد العزيز الفهد، ممثل كويتي.
- 1431 هـ - محمد عبده يماني، وزير إعلام سعودي.
- 1432 هـ - أحمد أبو المعاطي، قارئ مصري.

## وصلات خارجية
- موقع قصة الإسلام: حدث في شهر ذو الحجَّة.